# Уэстерн-Хайлендс
Уэстерн-Хайлендс (Западное Нагорье, англ. Western Highlands Province) — провинция Папуа — Новой Гвинеи. Административный центр — город Маунт-Хаген. Одна из самых густонаселённых провинций. В западной части провинции выращивают чай и кофе. Самая высокая гора Папуа — Новой Гвинеи, Вильгельм, находится на территории Уэстерн-Хайлендса.
В июле 2009 года был издан закон о территориально-административной реформе в 2012 году. 17 мая 2012 года созданы две новые провинции Хела и Дживака. Они отделены соответственно от провинций Саутерн-Хайлендс и Уэстерн-Хайлендс. От Уэстерн-Хайлендса были отделены районы Джими, Ваги и Камбия, и из них образована новая провинция Дживака.